# 赤颊黄鼠
赤颊黄鼠（学名：Citellus erythrogenys）为松鼠科黄鼠属的动物。在中国大陆，分布于新疆、内蒙古等地，主要生活于荒漠以及半荒漠。该物种的模式产地在俄罗斯境内阿尔泰山。

## 亚种
- 赤颊黄鼠阿尔泰亚种（学名：Citellus erythrogenys brevicauda），Brandt于1844年命名。在中国大陆，分布于新疆（北部北塔山、阿尔泰山南麓）等地。该物种的模式产地在哈萨克斯坦斋桑盆地。[2]
- 赤颊黄鼠巴尔鲁克亚种（学名：Citellus erythrogenys carruthersi），Thomas于1912年命名。在中国大陆，分布于新疆（北部准噶尔界山、阿拉套山）等地。该物种的模式产地在新疆巴尔鲁克山。[3]
- 赤颊黄鼠内蒙亚种（学名：Citellus erythrogenys pallidicauda），Satunin于1903年命名。在中国大陆，分布于内蒙古（西部）等地。该物种的模式产地在戈壁阿尔泰。[4]